# Dignitas Infinita
Dignitas Infinita (trad. Dignidade Infinita) é uma declaração de 2024 sobre a doutrina católica que descreve a importância da dignidade humana, explica sua conexão com Deus e condena uma variedade de violações atuais da dignidade humana, incluindo violações dos direitos humanos, discriminação contra mulheres, aborto e teoria de gênero. O documento é datado de 2 de abril de 2024 e foi divulgado em 8 de abril de 2024 após uma conferência de imprensa. A Dignitas Infinita foi emitida pelo Dicastério para a Doutrina da Fé da Santa Sé e aprovada com a assinatura do Papa Francisco. Segue-se Fiducia supplicans, que foi lançado em 2023. A declaração foi geralmente bem recebida pelo clero e pelos leigos católicos, embora tenha recebido críticas daqueles que argumentaram contra a posição da Igreja em muitas das questões abordadas.

## Contexto

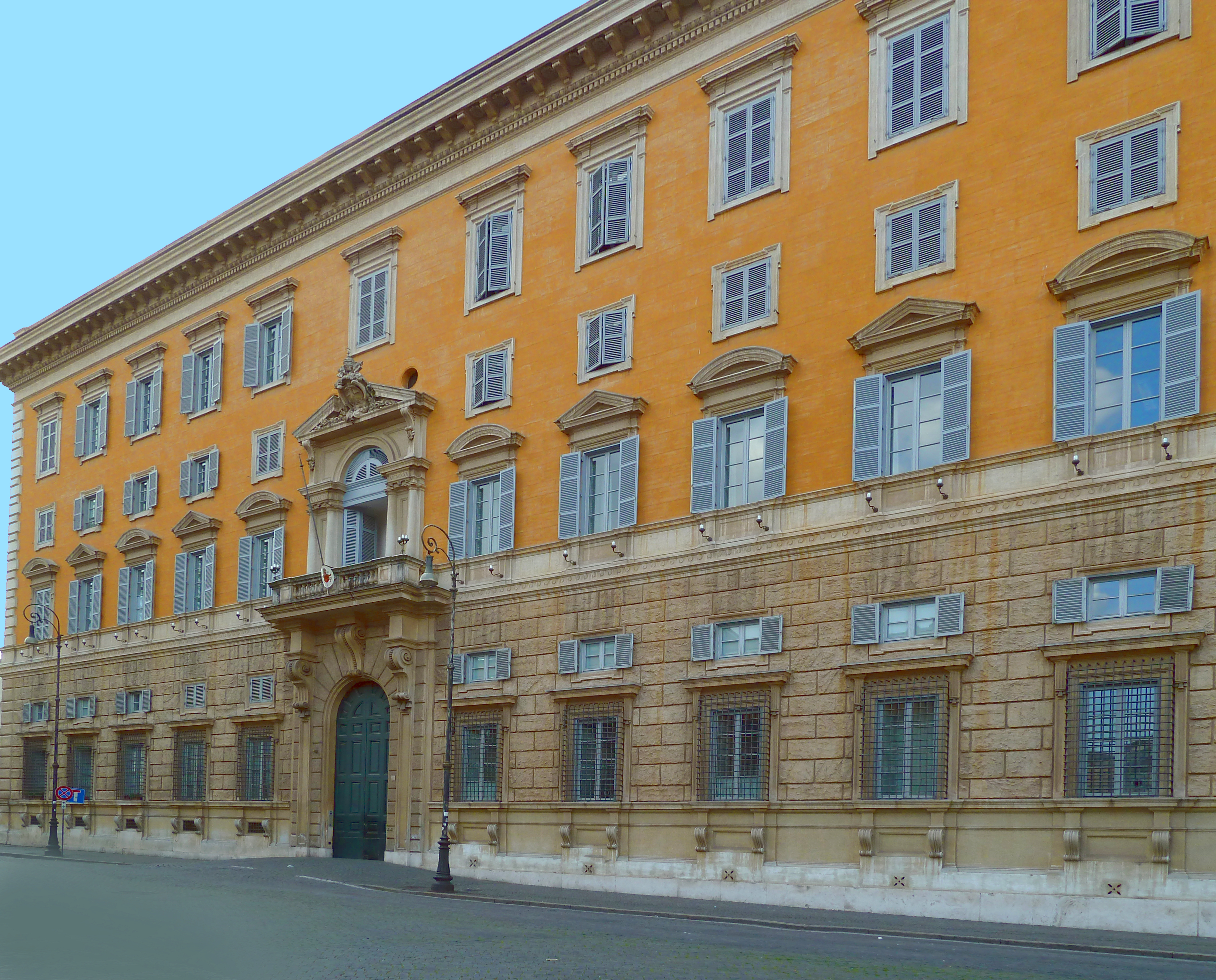
O Palácio do Santo Ofício em Roma, onde está sediado o Dicastério para a Doutrina da Fé

O trabalho sobre "Dignitas Infinita" começou em 2019, quando a Congregação para a Doutrina da Fé (renomeada Dicastério para a Doutrina da Fé em 2022) decidiu iniciar "a redação de um texto destacando a natureza indispensável da dignidade da pessoa humana" nos "âmbitos social, político e econômico". Após vários rascunhos e anos de trabalho, em 2023, um rascunho da declaração foi enviado ao Dicastério para revisão. O Dicastério aceitou esta versão alterada, e o texto foi levado ao Papa Francisco para revisão pelo cardeal Víctor Manuel Fernández, chefe do Dicastério. O Papa então instruiu o Cardeal Fernández a dar mais ênfase às atuais violações da dignidade humana na declaração e a fazer mais conexões com a Fratelli tutti, uma encíclica de 2020 do Papa. Em fevereiro de 2024, essas mudanças foram feitas e, em uma audiência realizada em março de 2024 com o Papa Francisco pelo Cardeal Fernández e Monsenhor Matteo, Secretário da Seção Doutrinária, foi ordenado que Dignitas Infinita fosse publicada. A declaração foi originalmente planejada para ser lançada com o nome Al di là di ogni circostanza' (trad. Além de qualquer circunstância), mas Dignitas Infinita (trad. Dignidade infinita) foi escolhido.
Em 6 de abril de 2024, a Sala de Imprensa da Santa Sé anunciou a declaração em um comunicado à imprensa. Numa conferência de imprensa realizada no dia 8 de abril, na qual estiveram presentes o Cardeal Fernández, o Monsenhor Matteo e o Professor Scarcella, foi divulgada a declaração.

## Conteúdo
Dignitas Infinita é dividido em quatro seções principais, com as três primeiras relembrando princípios fundamentais relacionados à dignidade humana, e a quarta descrevendo violações modernas da dignidade humana ao redor do mundo, juntamente com uma introdução. A introdução afirma que a dignidade humana pode ser dividida em quatro categorias, especificamente “dignidade ontológica”, “dignidade moral”, “dignidade social” e “dignidade existencial”.
A primeira seção, intitulada "Uma Crescente Consciência da Centralidade da Dignidade Humana", apresenta a história do conceito de dignidade humana, desde a antiguidade clássica até a era moderna. A seção dá importância central à forma como a dignidade humana é apresentada tanto no Antigo quanto no Novo Testamento, e como isso foi interpretado pelos Padres da Igreja e teólogos como Tomás de Aquino. A segunda seção, intitulada "A Igreja Proclama, Promove e Garante a Dignidade Humana", argumenta que, como os humanos são criados à imagem e semelhança de Deus, como Jesus Cristo se tornou homem e como os humanos estão destinados a entrar no céu, todos os humanos têm uma dignidade humana indelével concedida por Deus. A terceira seção, intitulada "Dignidade, o fundamento dos direitos e deveres humanos", conecta o conceito de dignidade humana à Declaração Universal dos Direitos Humanos, argumenta contra o relativismo moral e defende que os humanos merecem liberdade.
A quarta seção, intitulada "Algumas Violações Graves da Dignidade Humana", apresenta a lista de "algumas violações graves da dignidade humana" e é a seção mais longa da declaração. A declaração afirma que "todas as ofensas contra a própria vida, como assassinato, genocídio, aborto, eutanásia e suicídio intencional" são contrárias à dignidade humana, juntamente com "todas as violações da integridade da pessoa humana, como mutilação, tortura física e mental, pressões psicológicas indevidas" e "todas as ofensas contra a dignidade humana, como condições de vida subumanas, prisão arbitrária, deportação, escravidão, prostituição, venda de mulheres e crianças [e] condições de trabalho degradantes". O documento oferece uma articulação atualizada da posição da Igreja sobre a barriga de aluguel, alegando que ela viola tanto a dignidade da criança quanto da mãe de aluguel. A declaração é notável por seu foco particular na questão da teoria de gênero, sendo Dignitas Infinita o primeiro grande documento católico a abordar o assunto em detalhes. A declaração argumenta que a teoria de género é "extremamente perigosa, uma vez que anula as diferenças na sua pretensão de tornar todos iguais" e, portanto, "todas as tentativas de obscurecer a referência à diferença sexual ineliminável entre o homem e a mulher" devem "ser rejeitadas". Embora a declaração condene a homofobia e a discriminação indevidas, condena a cirurgia de redesignação sexual como uma ameaça à dignidade do indivíduo. Permite a cirurgia sexual para pessoas com anomalias genitais médicas. O documento também omite linguagem de um documento doutrinário de 1986 que caracterizava os atos homossexuais como "intrinsecamente desordenados". Além disso, a secção condena a pena de morte, reforçando o argumento do Papa Francisco contra a pena de morte.
A conclusão conecta a declaração à Declaração Universal dos Direitos Humanos e lembra ao leitor mais uma vez a importância da dignidade humana para todas as pessoas, independentemente de suas características físicas, mentais, culturais, sociais e religiosas.

## Reações
O padre Raymond J. de Souza escreveu no National Catholic Register que a declaração “abrirá novos caminhos para discussão, apologética e evangelização”. O cardeal Wilton Daniel Gregory, arcebispo de Washington, elogiou o documento como "equilibrado e desafiador", enquanto o arcebispo de Santiago do Chile, Fernando Chomalí Garib, disse que ele possuía "uma extraordinária profundidade intelectual e espiritual". Chiego Noguchi, porta-voz da Conferência dos Bispos Católicos dos Estados Unidos, expressou a gratidão da Conferência ao Papa Francisco pelo Documento, afirmando que ele "enfatiza a longa tradição da Igreja sobre a importância de sempre reconhecer, respeitar e proteger a dignidade da pessoa humana em todas as circunstâncias”.
O padre James J. Martin elogiou o documento por condenar a discriminação contra homossexuais, mas também disse que as passagens sobre a teoria de gênero e a mudança de sexo “não eram surpreendentes” e "em linha com declarações anteriores do Vaticano" sobre o assunto. Ele também expressou a sua esperança de que a condenação da teoria do género e da redesignação sexual não fossem usadas para justificar a transfobia. Nicolete Burbach, "especialista líder em justiça social e ambiental no Centro Jesuíta de Londres" da Igreja da Imaculada Conceição em Farm Street, "disse que o documento mostrou que o Vaticano continua a não se envolver com abordagens queer e feministas ao corpo, "que ele simplesmente descarta como supostamente sujeitando tanto o corpo quanto a própria dignidade humana aos caprichos humanos". Francis DeBarnardo, o diretor do New Ways Ministry, lamentou que o documento "apoie e propague ideias que levam a danos físicos reais a pessoas transgênero, não binárias e outras pessoas LGBT, enquanto Jamie Manson, da Catholics for Choice, também disse que não "acredita que as mulheres que escolhem o aborto e os católicos que apoiam os direitos ao aborto sejam 'maus' como este documento sugere". Irmã Jeannine Gramick, uma importante membro do Ministério New Ways escreveu uma carta ao Papa Francisco criticando a linguagem usada na Declaração em relação às pessoas LGBT; o Papa respondeu que "pessoas transgênero devem ser aceitas e integradas à sociedade", mas reiterou a condenação da ideologia de gênero e da redesignação sexual na Declaração. Ela acrescentou que "ideologia de gênero" significa "algo além de pessoas homossexuais ou transexuais". A ideologia de gênero torna todos iguais, sem respeito à história pessoal. Compreendo a preocupação com esse parágrafo em Dignitas Infinita, mas ele não se refere às pessoas transgénero, mas sim à ideologia de género, que anula as diferenças".